# Ribauds
 (avril 2014).
Si vous disposez d'ouvrages ou d'articles de référence ou si vous connaissez des sites web de qualité traitant du thème abordé ici, merci de compléter l'article en donnant les références utiles à sa vérifiabilité et en les liant à la section « Notes et références ».
Les Ribauds étaient un corps armé, une sorte de milice, institué par Philippe-Auguste vers 1189 et qui fut supprimé par Philippe le Bel.

## Historique
Philippe Auguste mit sur pied, et entretint aussi bien en temps de guerre qu'en temps de paix, une espèce de soldat qui fut chargé de la protection du roi mais aussi de corps de choc. Le chef de cette milice s'appelait Roi des ribauds. 
Les Ribauds était une infanterie légère, formée d'hommes intrépides, qui étaient comme les enfants perdus armés légèrement,,que l'on mettait en tête des assauts et qui servait dans toutes les actions de hardiesse. On désigna ensuite sous ce titre un officier inférieur de la maison du roi, ayant certaines fonctions de police (surveillance des maisons de jeu et de prostitution), qui avait au-dessous de lui un lieutenant dit prévôt avec un certain nombre d'archers ou de sergents et de valets.
Cet office se déprécia de plus en plus au cours du XIVe siècle, comme le montre la diminution de ses gages, de 20 sous par jour en 1324, à 4 sous en 1386. Il y eut également des rois des ribauds en province ou dans des maisons princières (ainsi, le bourreau de Toulouse s'intitulait roi des ribauds ; il existe aussi un roi des ribauds dans le duché de Lorraine).

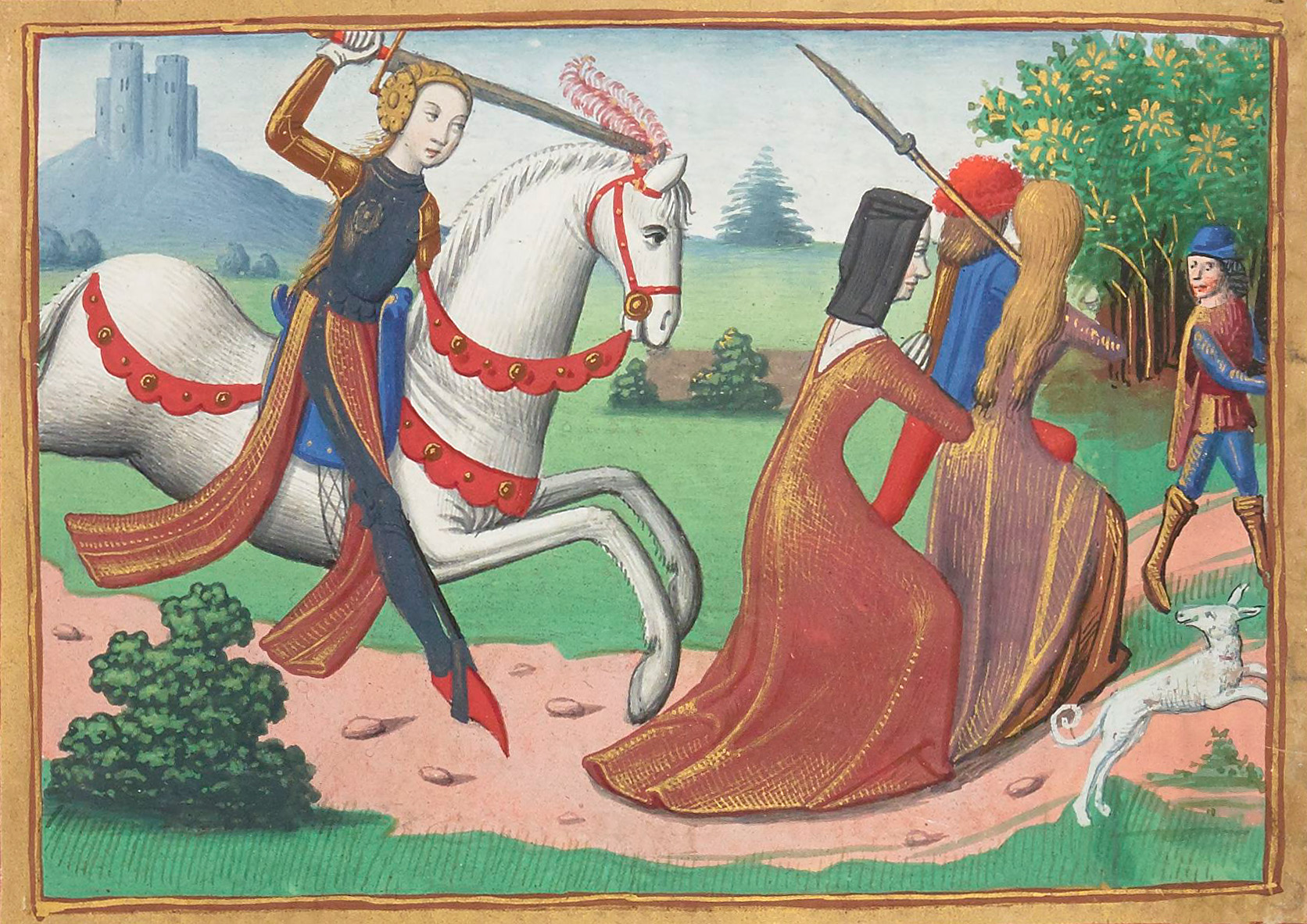
Jeanne d'Arc chassant les ribaudes, Vigiles du roi Charles VII, v. 1484.

À la fin du Moyen Âge, le féminin « ribaude » devient synonyme de « prostituée » : on voit ainsi Jeanne d'Arc chasser les « ribaudes » du camp de son armée dans un souci de purification. Le mot est souvent employé comme injure et parfois aggravé en « orde [sale] ribaude ».